# Måns Grenhagen
Måns Grenhagen (Stockholm, 20 juli 1993) is een Zweeds autocoureur.

## Carrière
Grenhagen begon zijn autosportcarrière in het karting in 2006, waar hij tot 2009 actief bleef. In 2007 won hij hier het Zweedse ICA Junior-kampioenschap en in 2008 het Zweedse KF3-kampioenschap.
In 2009 begon Grenhagen in het formuleracing in de Formule Lista Junior. Hij eindigde het seizoen als achtste met een tweede plaats op het Circuit Magny-Cours als beste resultaat.
In 2010 stapte Grenhagen over naar de Formule Abarth, waar hij voor Jenzer Motorsport ging rijden. Hij nam hier enkel aan de eerste vier van de zeven raceweekend deel, waarin twee vierde plaatsen op Magione zijn beste resultaten waren. Hiermee eindigde hij als vijftiende in het kampioenschap. In 2010 nam hij ook deel aan twee races van de Zweedse Formule Renault.
Nadat hij in 2011 zonder zitje zat, keerde Grenhagen in 2012 terug in de autosport, waarbij hij zijn debuut maakte in de Formule 3 in de Europese F3 Open voor het EmiliodeVillota Motorsport. Hij won één race in het winterkampioenschap voor de start van het hoofdkampioenschap, waar hij vier races won. Hij was de beste coureur van zijn team op de derde plaats van het kampioenschap, achter Niccolò Schirò en Gianmarco Raimondo.
In 2013 stapt Grenhagen over naar het nieuwe Europees Formule 3-kampioenschap, waar hij voor Van Amersfoort Racing rijdt.